# Limopsis minuta
Limopsis minuta är en musselart som beskrevs av Philippi 1836. Limopsis minuta ingår i släktet Limopsis och familjen Limopsidae. Inga underarter finns listade i Catalogue of Life.